# John Ruane
John Ruane (nascut el 1952) és un director de cinema australià.

## Filmografia selecta
- Queensland (1976)
- Coming of Age (1984) - cinematographer
- Hanging Together (1985) (Telefilm)
- Feathers (1987)
- Death in Brunswick (1991)
- L'ull del cel (1994)
- Dead Letter Office (1998)
- The Love of Lionel's Life (2000) (Telefilm)